# Кубок наций ОФК по пляжному футболу 2023
Кубок наций ОФК по пляжному футболу 2023 (англ. 2023 OFC Beach Soccer Nations Cup) — седьмой розыгрыш Кубка наций ОФК, являющегося крупнейшим соревнованием по пляжному футболу в Океании. Турнир среди мужских национальных команд Океании по пляжному футболу проводит Конфедерация футбола Океании (ОФК).
Первоначально турнир планировалось провести в июне, но в итоге он прошёл с 22 по 26 августа 2023 года на Таити. Турнир проводился в городе Папеэте на стадионе Аораи Тини Хау, который вмещает около 1080 зрителей. Все матчи транслировались в прямом эфире на официальных каналах ОФК и ТНТВ в Facebook.
Турнир также являлся отборочным этапом к чемпионату мира по пляжному футболу 2024 года, который состоится в Объединённых Арабских Эмиратах. Единственную путёвку на мундиаль получил победитель турнира — сборная Таити, завоевавшая этот титул в третий раз.
По итогам турнира лучшим игроком был признан Эроарии Салем (Таити), а вратарём — Джонатан Торохиа (Таити). Наибольшее количество мячей (12) забил Габриэль Матанисига (Фиджи). Награда за честную игру (Fair Play Award) была вручена сборным Фиджи и Таити.

## Участвующие команды
В турнире участвовали 4 команды.
| Сборные            | Участий | Последнее | Достижение                          |
| ------------------ | ------- | --------- | ----------------------------------- |
| Соломоновы Острова | 7-й раз | 2019      | Победитель (2006, 2007, 2009, 2013) |
| Таити              | 6-й раз | 2019      | Победитель (2011, 2019)             |
| Тонга              | 2-й раз | 2019      | 5-е место (2019)                    |
| Фиджи              | 3-й раз | 2011      | Групповой этап (2011)               |

## Групповой этап
| Поз | Команда            | И | В | В(ОТ) | П(ОТ) | П | МЗ | МП | РМ  | О | Квалификация         |
| --- | ------------------ | - | - | ----- | ----- | - | -- | -- | --- | - | -------------------- |
| 1   | Таити (Х)          | 3 | 3 | 0     | 0     | 0 | 41 | 9  | +32 | 9 | Финал                |
| 2   | Соломоновы Острова | 3 | 2 | 0     | 0     | 1 | 24 | 16 | +8  | 6 | Финал                |
| 3   | Фиджи              | 3 | 1 | 0     | 0     | 2 | 27 | 14 | +13 | 3 | Матч за третье место |
| 4   | Тонга              | 3 | 0 | 0     | 0     | 3 | 9  | 62 | −53 | 0 | Матч за третье место |

| Фиджи | 3–6     | Соломоновы Острова |
| ----- | ------- | ------------------ |
|       | (отчёт) |                    |

| Таити | 26–3    | Тонга |
| ----- | ------- | ----- |
|       | (отчёт) |       |

| Тонга | 3–21    | Фиджи |
| ----- | ------- | ----- |
|       | (отчёт) |       |

| Соломоновы Острова | 3–10    | Таити |
| ------------------ | ------- | ----- |
|                    | (отчёт) |       |

| Соломоновы Острова | 15–3    | Тонга |
| ------------------ | ------- | ----- |
|                    | (отчёт) |       |

| Таити | 5–3     | Фиджи |
| ----- | ------- | ----- |
|       | (отчёт) |       |

## Плей-офф

### Матч за третье место
| Фиджи | 12–0    | Тонга |
| ----- | ------- | ----- |
|       | (отчёт) |       |

### Финал
| Таити | 7–0     | Соломоновы Острова |
| ----- | ------- | ------------------ |
|       | (отчёт) |                    |